# Шелдон (Илиноис)
Шелдон (енгл. Sheldon) град је у америчкој савезној држави Илиноис.

## Демографија
По попису из 2010. године број становника је 1.070, што је 162 (-13,1%) становника мање него 2000. године.
| Група             | 2000.         | 2010.         |
| Белци             | 1.197 (97,2%) | 1.027 (96,0%) |
| Афроамериканци    | 5 (0,4%)      | 8 (0,7%)      |
| Азијати           | 4 (0,3%)      | 2 (0,2%)      |
| Хиспаноамериканци | 14 (1,1%)     | 24 (2,2%)     |
| Укупно            | 1.232         | 1.070         |